# Seznam albanskih Američanov
Seznam albanskih Američanov, Američanov albanskega rodu.
- John Belushi
- Jim Belushi
- Eliza Dushku
- Jimmy Kimmel
- Regis Philbin
- Ferid Murad, zdravnik in farmakolog, nobelovec
- George Tenet (grško-albanskega rodu)